# Francisco García Ibáñez
Francisco García Ibáñez, más conocido como Paco García, (nacido el 31 de agosto de 1972) en Murcia) y es un entrenador español de fútbol que actualmente dirige al Club Deportivo Cieza del Grupo XIII de la Tercera Federación. 

## Trayectoria como entrenador
Paco García empezó en el mundo de los banquillos en el Muleño CF en la temporada 2007-2008. Al año siguiente, entrenaría al Mazarrón CF (08-09) y CD Bala Azul (10-11), todos ellos de 3ª División.
Más tarde estaría cuatro años seguidos en el Mar Menor Club de Fútbol, uno de los clásicos de la Tercera División murciana y que, con él al frente, se clasificó siempre para la fase de ascenso a la categoría de bronce y su trabajo no pasó desapercibido en el Murcia, que deposita su confianza en él para entrenar al filial en el campeonato que arrancará a finales del mes de agosto y en el que el Imperial tratará de estar entre los mejores y, sobre todo, formar a futbolistas que puedan ser aprovechables para el primer equipo. En dos campañas, 2010/2011 y 2011/2012, sus pupilos se erigieron como cuadro más goleador de la categoría, con 85 y 82 tantos respectivamente. En la 2012/2013 rozó la categoría de bronce. Se quedó a un paso de hallarlo. Tras superar dos rondas frente al Estrella de Santa Lucía (Las Palmas de Gran Canaria) y frente al Haro (La Rioja), se planta en la final frente al Laudio, de la provincia de Álava. El conjunto alavesista frenó el impulso de los murcianos venciendo en el global por 1-0, tanto conseguido por el Laudio en Euskadi. Dejando al Mar Menor con la miel en los labios. En sus otras tres participaciones en la promoción de ascenso, no logró superar la primera fase.
En la temporada 2014-2015 firmó con el Real Murcia CF B sustituyendo al técnico Gregorio Mármol siendo subcampeón del grupo XIII (3ª División). 
En verano de 2015 ficha por La Hoya Lorca Club de Fútbol, siendo su primera experiencia en Segunda B.
En junio de 2016, se convierte en nuevo entrenador del Real Murcia, es el duodécimo entrenador murciano que dirige al club más antiguo de la Región y sucede en esta clasificación a José Miguel Campos, que comandó a los granas en 2009. García firma por una temporada y está acompañado de su cuerpo técnico de confianza. El Murcia le cesa el 26 de febrero de 2017.
En agosto de 2017, a varios días de comenzar la liga, vuelve al Mar Menor Club de Fútbol del Grupo XIII de la Tercera División, tras quedarse el equipo marmenorense sin entrenador por la baja de Manuel Palomeque al CF Lorca Deportiva.
Tras acabar la temporada 2017-18, abandonaría el club marmenorense para regresar en la temporada 2019-20, volviendo a dirigir al Mar Menor Club de Fútbol en el Grupo XIII de la Tercera División.
El 17 de junio de 2023, firma por el Club Deportivo Cieza del Grupo XIII de la Tercera Federación. 

## Clubes
| Club                         | País   | Año             |
| ---------------------------- | ------ | --------------- |
| Muleño CF                    | España | 2007-2008       |
| Mazarrón CF                  | España | 2008-2009       |
| CD Bala Azul                 | España | 2010-2011       |
| Mar Menor Club de Fútbol     | España | 2011-2014       |
| Real Murcia CF B             | España | 2014-2015       |
| La Hoya Lorca Club de Fútbol | España | 2015-2016       |
| Real Murcia CF               | España | 2016-2017       |
| Mar Menor Club de Fútbol     | España | 2017-2018       |
| Mar Menor Club de Fútbol     | España | 2019-2020       |
| Club Deportivo Cieza         | España | 2023-actualidad |